# Friedrich Wilhelm Opelt
Friedrich Wilhelm Opelt (9 de junio de 1794 – 22 de septiembre de 1863) fue un musicólogo, matemático y astrónomo alemán. Ostentó el título de "Geheimrat" (el rango más alto del Consejo de Oficiales de las cortes imperiales, reales o principescas del Sacro Imperio Romano Germánico).

## Semblanza
Friedrich Opelt era hijo de un tejedor especializado en tejidos de fustán y poseyó un molino que accionaba un telar. Después de completar con éxito su educación en la escuela de su ciudad natal en Rochlitz,  aprenda el oficio de comerciante de tejidos como deseaba su padre. Durante este tiempo se convirtió en un autodidacta musical, acompañando a menudo al órgano el servicio religioso en la iglesia local. Mediante otros estudios emprendidos por su cuenta, aprendió francés y ruso, además de varias otras lenguas. Sus éxitos financieros en las ferias de comercio (Leipzig, Fráncfort) le dieron la idea de expandir sus negocios, proyecto truncado por las Guerras Napoleónicas.

## Ocupación
Después de la campaña alemana de 1813, Opelt pasó a ser empleado en el Municipio de Dresde como auditor de impuestos, y unos cuantos años más tarde fue nombrado recaudador de impuestos en Radeberg. En 1824 se convirtió en recaudador de impuestos del condado de Wurzen, y ocho años más tarde fue nombrado también recaudador de impuestos del condado a Plauen. La cumbre de su carrera como auditor se produjo en 1839, cuando se convirtió en un alto oficial del consejo del condado en Dresde.
En 1847, Opelt fue nombrado Subdirector de la Compañía de Ferrocarril Sajona-Bávara en Leipzig. Al año siguiente, pasó a formar parte del Consejo Asesor Financiero Privado de la Tesorería Real en Dresde. En la primavera de 1863, dimitió de todos sus cargos públicos y se retiró a la vida privada.
Opelt murió a la edad de 69 años el 22 de septiembre de 1863 en Dresde.

## Logros científicos
Paralelamente a su trabajo diario, Opelt se dedicó principalmente a las matemáticas, la astronomía y la música. Así, calculó unas tablas de pensiones de jubilación para el Banco del Reino de Sajonia. Tradujo un libro de texto de Louis-Benjamin Francoeur y también trabajó con el director de Salón Matemático de Dresde, Wilhelm Gotthelf Lohrmann. Calculó las subidas y bajadas de las longitudes de las sombras de las montañas y cráteres para el mapa de la Luna de Lohrmann. Su hijo, Otto Moritz Opelt, continuó con este trabajo, por lo que Johann Friedrich Julius Schmidt pudo publicar en 1877 la "Carta de la luna en 25 secciones" de Lohrmann.
Sus estudios musicales proporcionaron un desarrollo adicional de la sirena diseñada por Charles Cagniard de la Tour.

## Trabajos
Como autor:
- Über die Natur der Musik. Plauen 1834.
- Allgemeine Theorie der Musik auf dem Rhythmus der Klangwellenpulse und durch neue Versinnlichungsmittel erläutert. Leipzig 1852.

Como traductor:
- Louis-Benjamin Francoeur: Elementar-Lehrbuch der Mechanik. Arnold, Dresde 1825.

## Eponimia
- El cráter lunar Opelt lleva su nombre y el de su hijo, el también astrónomo Otto Moritz Opelt (1829-1912).[1]